# Space Truckers
Space Truckers ist ein britisch-US-amerikanisch-irischer Science-Fiction-Film aus dem Jahr 1996 von Stuart Gordon, der auch als Drehbuchautor und Produzent fungierte. Die Hauptdarsteller sind Dennis Hopper, Debi Mazar und Stephen Dorff.

## Handlung
2196. Auf dem Neptunmond Triton läuft ein scheinbar unaufhaltsamer Cyborg Amok. Auch der Stützpunkt eines dort ansässigen Konzerns wird bedroht. Daher errichten einige Wachmänner einen Verteidigungsbereich, um den Cyborg aufzuhalten. Der Geschäftsführer des Unternehmens, E. J. Saggs, und sein Chefwissenschaftler Dr. Nabel schließen sich zum Selbstschutz im Kontrollraum ein. Der Cyborg kann den Verteidigungsbereich zerstören und attackiert wild die Basis. Ein Wachmann nach dem anderen kommt im Kampf ums Leben. Als nur noch Saggs und Dr. Nabel übrig sind, deaktiviert dieser den Cyborg. Saggs will damit die Erde erobern und Nabel erzählt, dass man 5000 Tausend Stück davon produziert habe. Anschließend erklärt er die Fernbedienung und übergibt sie an Saggs, dieser reaktiviert jedoch den Cyborg und befiehlt ihm, Nabel zu töten.
John Canyon, einer der letzten unabhängigen sogenannten „Space Trucker“, liefert erfolgreich seine Ladung quadratischer Schweine vom Mars an einer „Truck Stop“-Raumstation ab. Wenig später gerät er jedoch in eine Schlägerei mit Keller, Chef einer Spedition, der in Folge dieser ums Leben kommt. Er und seine beiden Passagiere, Cindy, eine Kellnerin, die versprochen hat, ihn im Austausch für eine Fahrt zur Erde zu ihrer Mutter zu heiraten, und Mike, ein aufstrebender Trucker, der für das Unternehmen arbeitet, schließen einen Deal über angebliche Transporte von Sexpuppen zur Erde ab. Verfolgt von der Polizei, die Kellers Tod untersucht, bringt John seine Maschine in die „Abschaumzone“, eine von Piraten kontrollierte Region. Sie werden bald vom Piratenschiff Regalia unter dem Kommando des unternehmenshassenden Kapitäns Macanudo gefangen genommen. Cindy willigt ein, Sex mit ihm zu haben, wenn er die Ladung nehmen und sie gehen lassen würde.
Der Kapitän entpuppt sich als Dr. Nabel, der seinen schwer verletzten Körper wiederherstellen konnte und nun Saggs mittels Piraterie schädigen will. Es stellt sich heraus, dass Johns Ladung aus Ersatzteilen für den Cyborg und weiteren Cyborgs besteht. Einer der funktionsfähigen Cyborgs wird aktiviert und tötet den größten Teil der Besatzung und beschädigt das Schiff schwer. John, Cindy und Mike nehmen ihre Maschine und fliehen gerade rechtzeitig, bevor die Regalia schließlich explodiert. Auf dem Weg zurück zur Erde finden John und Mike im Laderaum den tödlich verwundeten Macanudo, der ihnen die wahre Natur der Fracht offenbart. John entbindet Cindy von jeglicher Verpflichtung, ihn zu heiraten, und fordert sie und Mike auf, die Rettungskapsel zu nehmen, während er die Ladung in die Atmosphäre entlässt. Beim Eintritt in die Atmosphäre verglüht diese. Cindy und Mike landen sicher, aber das Schiff von John ist nicht mehr manövrierfähig und explodiert am Himmel. John kann sich allerdings noch in Sicherheit bringen.
John, Cindy und Mike gehen auf der Erde ins Krankenhaus, um Cindys Mutter zu sehen. Diese wurde aufgrund einer Krankheit vor zwanzig Jahren eingefroren, bis ein Heilmittel gefunden wird. Saggs, der nach der Privatisierung seines Unternehmens nun Präsident der Erde ist, besucht die drei im Krankenhaus. Er bietet John ein neues Gefährt an. Den dreien übergibt er einen Geldkoffer. Dadurch will er ihr Schweigen bezüglich der Cyborgs erkaufen. John willigt ein. Mike ist gegen den Deal. Nachdem Saggs das Zimmer verlassen hat, nimmt Mike den Koffer und wirft ihn aus dem Fenster, zufällig genau auf das Dach der Limousine von Saggs. Tatsächlich befand sich im Koffer eine Bombe, die Saggs indessen auslöst, ohne zu wissen, dass er wegen Mikes Aktion Opfer der Explosion wird. Mike, Cindy, John und Cindys Mutter besteigen Johns neues Gefährt und fliegen ins All.

## Hintergrund

### Produktion
Der Film entstand aufgrund der kindlichen Leidenschaft der Drehbuchautoren Stuart Gordon und Ted Mann für die Erforschung des Weltraums und klärt auch die Frage, wie wenig sich durch die Kolonisierung anderer Planeten letztendlich ändern würde, wenn die Menschheit „der gleichen alten Konzerngier, Bestechlichkeit und Korruption begegnet, von der jeder dachte, dass er sie auf der Erde zurückgelassen hat“. Als Hauptdarsteller konnten Dennis Hopper, Debi Mazar und Stephen Dorff gewonnen werden. Als einer der Antagonisten tritt Charles Dance in Erscheinung, der die Rolle nur „aus reinem Spaß“ annahm, da er das Drehbuch als eines der unterhaltsamsten sah, die ihm seit Jahren angeboten worden waren, und genoss die Gelegenheit, an sich albernes Material völlig geradlinig wiederzugeben. Das Budget lag bei 25.000.000 US-Dollar, der Film erwirtschaftete allerdings nur 1.614.266 US-Dollar.
Aufgrund von Steuererleichterungen und um lokale Ressourcen auszunutzen, wurde der Film überwiegend in Irland gedreht. Leider gab es kaum Möglichkeiten, die für die Produktion erforderlichen aufwändigen Spezialeffekte in Irland umzusetzen. Gedreht wurde auf einem 22.000 Hektar großen Gelände eines stillgelegten Baustoffhandels im Industriegebiet Sandyford bei Dublin. Auf dem Gelände wurden anschließend unter Leitung der Visual-Effects-Supervisoren Brian Johnson und Paul Gentry zahlreiche Modellbauer, Stuckateure, Tischler, Motion-Control-Kameramänner und andere eingestellt, um möglichst zeitgemäße und realistische Spezialeffekte zu erzeugen.
Während der Dreharbeiten kam es zu einem öffentlichen Streit zwischen Rip Torn und Hauptdarsteller Dennis Hopper. Angeblich hätte Torn während der Dreharbeiten zu Easy Rider im Jahr 1969 ein Messer auf Hopper gerichtet.

### Veröffentlichung
Der Film feierte in Spanien auf dem Sitges Festival Internacional de Cinema Fantàstic de Catalunya im Oktober 1996 seine Premiere. In den USA folgte die Veröffentlichung im April 1997, im Vereinigten Königreich erschien er am 23. Mai 1997, in Irland feierte der Film am 18. Juli 1997 seine Premiere. In Deutschland erschien der Film am 25. Oktober 1997 im Videoverleih, seine Free-TV-Premiere gab er am 5. Juni 1998.
Im Rahmen der Sendereihe Die Schlechtesten Filme aller Zeiten (SchleFaZ) zeigten Oliver Kalkofe und Peter Rütten den Film am 15. Dezember 2023 auf Tele 5.

## Rezeption
„Aktionsreiches Science-Fiction-Abenteuer, mit Witz und Fantasie erzählt, aber auch mit einer Menge Sex und Gewalt angereichert.“

„Herrlich-abstruse Space-Groteske.“

Cinema bezeichnet die Handlung des Films als „absurd“, lobt aber die Darstellung Dennis Hopper als „cool“. Abschließend wird der Film als „Galaktischer Trash“ betitelt.
Sascha Ganser für Actionfreunde befindet, man sehe bei den „computeranimierten Außenszenen“, dass der Film „schlecht gealtert ist“ und „die Andockstation eher nach Lego-Nachbau als nach Computer-Polygonen aussieht“. Gelobt werden hingegen die „gelungene Szene mit quadratischen Schweinen“ und die schauspielerische Leistung von Dennis Hopper. Auch die Leistungen von Stephen Dorff und Debi Mazar werden positiv bewertet gelobt und es wird befunden, dass es „durchaus Spaß mache, das Trio durch die ein oder andere brenzlige Situation zu begleiten“. Final vergibt er fünf von möglichen zehn Punkten.
Auf Rotten Tomatoes kommt der Film bei 12 Reviews auf eine Wertung von 17 %. In der Zuschauerwertungen auf Rotten Tomatoes hat der Film einen Anteil positiver Wertungen von 31 % bei über 5.000 Bewertungen. In der Internet Movie Database hat der Film bei rund 8.400 Stimmenabgaben eine Wertung von 5,4 von 10,0 möglichen Sternen (Stand: Oktober 2023).